# Torquéole à poitrine brune
Arborophila brunneopectus
Espèce
Statut de conservation UICN

 LC  : Préoccupation mineure
La Torquéole à poitrine brune (Arborophila brunneopectus) est une espèce d'oiseaux de la famille des Phasianidae.

## Distribution
Cet oiseau vit dans l’est et le sud du Myanmar jusqu’au Vietnam, l'ouest et le nord de la Thaïlande, le sud de la Chine, au Laos, dans le nord-est et l'est du Vietnam, jusqu’au sud de l’Annam. Cette espèce a été récemment découverte au Cambodge dans le parc national de Virachey (province de Ratanakiri) et sur le plateau de Sen Monorom, province de Mondulkiri (Hennache & Ottaviani 2011).

## Sous-espèces
Cet oiseau est représenté par trois sous-espèces :
- A. b. brunneopectus (Blyth, 1855), forme nominale, au Myanmar, en Thaïlande, dans le sud-ouest du Yunnan, nord-est et sud du Laos, Cambodge ;
- A. b. henrici (Oustalet, 1896) dans le sud de la Chine (ouest du Khouangsi), nord-est du Viêt-nam ; il diffère par le sourcil plus clair ainsi que les joues et les côtés du cou et par la poitrine plus rougeâtre ;
- A. b. albigula (Robinson & Kloss, 1919) dans le sud de l’Annam ; sous-espèce beaucoup plus blanche sur la face, les sourcils, les joues, le menton, la gorge et le cou.

## Habitat
La Torquéole à poitrine brune vit dans les forêts primaires et secondaires entre 500 m et 1 600 m avec quelques rares observations plus bas, jusqu’à 180 m (Hennache & Ottaviani 2011).

## Mœurs
Cette espèce, comme la plupart des torquéoles forestières, est assez mal connue. Elle se rencontre en compagnie de 4 à 9 oiseaux, probablement un couple avec sa dernière nichée.

## Voix
Le chant ressemble à un sifflement, d’abord constitué d’une série de notes monosyllabiques assez basses, à laquelle succède une répétition de deux notes plus aiguës ti-hou, ti-hou. Mâle et femelle se répondent en duo, kiou-kiou-kiou, le chant de la femelle étant monosyllabique et différent de celui du mâle. Lors du chant, la poche gulaire, rouge, distendue, est bien visible (Hennache & Ottaviani 2011).

## Nidification
Un seul nid de quatre œufs a été trouvé, près de Rangoon (Myanmar) un 5 juin, dans une jungle de bambous ; il était formé d’un trou creusé dans le sol et garni de feuilles de bambous et d’herbes (Smyhties 1953).

## Statut et conservation
Bien qu’il n’y ait pas de données récentes sur l’état de conservation de cette espèce au Myanmar et en Chine, la Torquéole à poitrine brune n’est pas considérée comme menacée en raison de sa très large répartition ; la destruction de son habitat, la forêt tropicale, et la chasse demeurent cependant des préoccupations principales. Cette torquéole semble cependant bien s’adapter aux forêts secondaires. En réalité, ce statut s’applique à la sous-espèce  type brunneopectus mais, dans le plan d’action 1995-1999, McGowan et al. considéraient les sous-espèces henrici et albigula comme vulnérables en raison de la fragmentation de l’habitat au Vietnam. La sous-espèce henrici est connue dans quelques zones protégées, les parcs nationaux de Bach Ma, Cuc Phuong, Tam Dao et Koncha Rang, tandis que la sous-espèce albigula n’était connue d’aucune zone protégée (Hennache & Ottaviani 2011).